# Genlisea lobata
 Genlisea lobata ist eine fleischfressende Art aus der Gattung der Reusenfallen (Genlisea), die 1989 erstbeschrieben wurde.

## Beschreibung
Diese Art ist im Vergleich mit anderen Vertretern ihrer Gattung sehr klein und hat auch sehr kleine Blüten, die weiß gefärbt sind und deren oberer Bereich mit blau-violetten Äderchen durchzogen ist. Die kurzen Blätter sind spatelförmig. Die Kronlappen von Genlisea lobata sind deutlich ausgerandet und unterscheiden sich dadurch von den meisten anderen Arten der Gattung. Die Chromosomenzahl beträgt 2n=16.

## Verbreitung
Man findet diese Art auf Sandböden oder mit Moos bewachsenen Sandstein-Felsen in Brasilien.